# جولیوس جی. اپستاین
جولیوس جی. اپستاین (انگلیسی: Julius J. Epstein؛ زاده ۲۲ اوت ۱۹۰۹ – درگذشته ۳۰ دسامبر ۲۰۰۰) یک فیلم‌نامه‌نویس اهل ایالات متحده آمریکا و برادر فیلیپ جی. اپستاین بود.

## فیلم‌شناسی
- کازابلانکا (۱۹۴۲)